# Симентальська порода

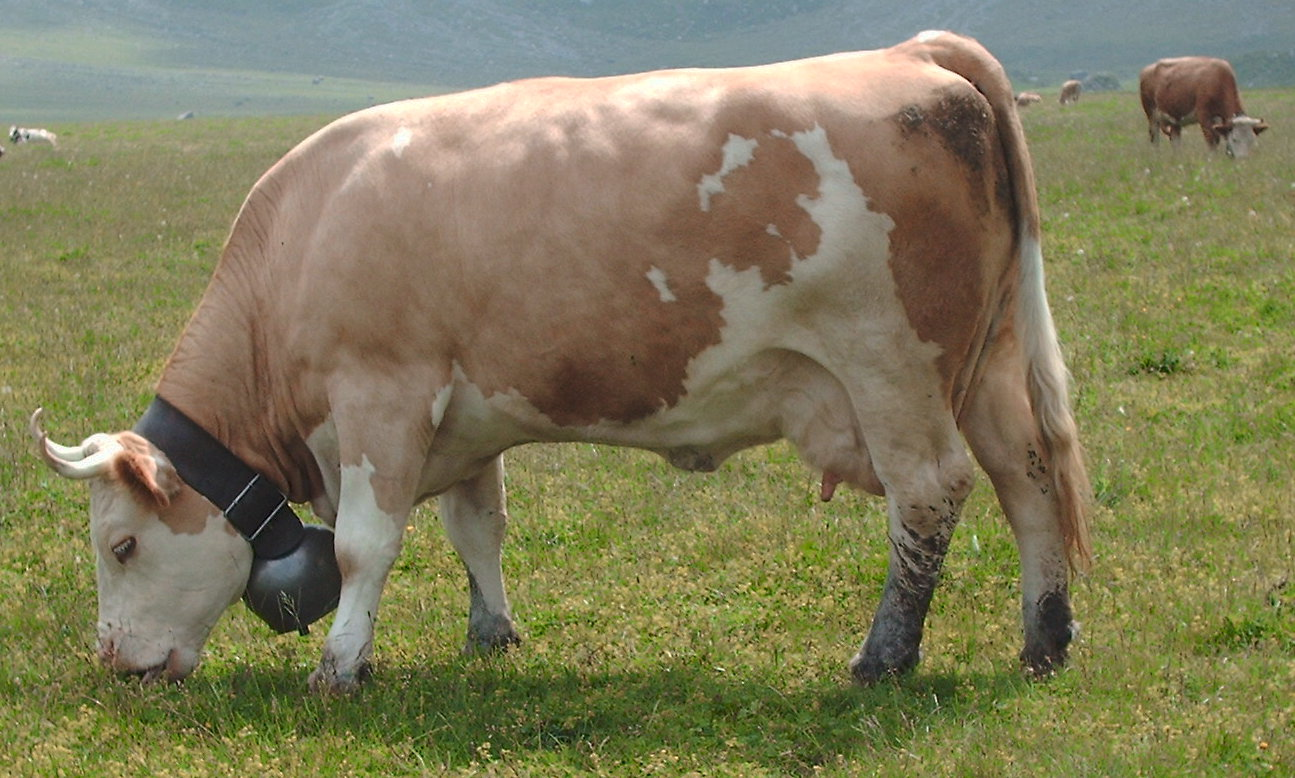
Симентальська корова на альпійському пасовищі.

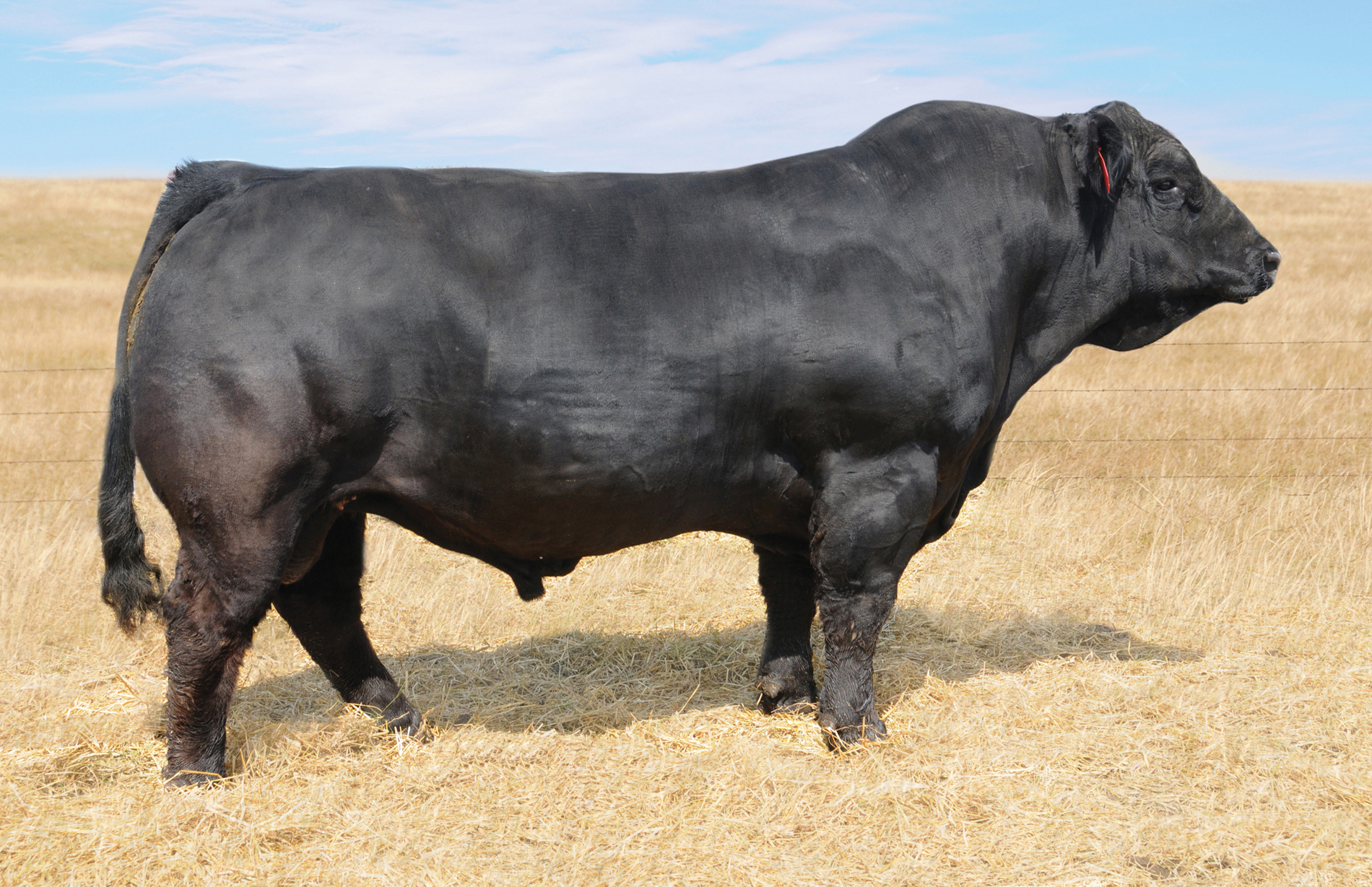
Чистокровний симетальський бик у Північній Америці

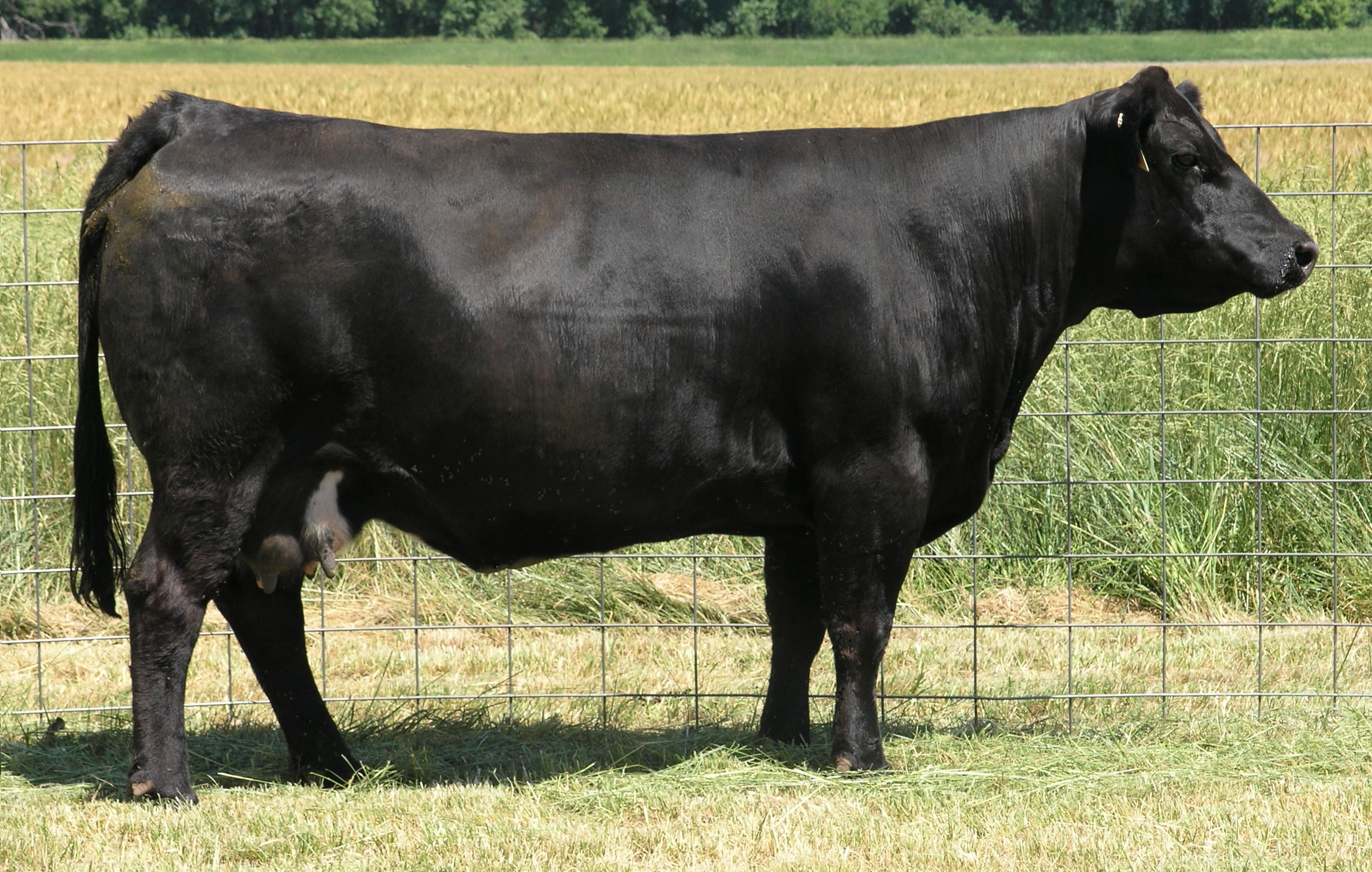
Північноамериканська чистокровна симентальська корова.

Симентальська порода (від нім. Simmental — Зімменталь, тобто долина Зімме) — порода великої рогатої худоби молочно-м'ясного напрямку.

## Історія
Виведена у Швейцарії поліпшенням місцевого й завезеного в V столітті скандинавської худоби. Завдяки високим продуктивним якостям і гарній акліматизації, поширилася у багато країн. Тривалим поглинальним схрещуванням корів місцевих порід із різних країн із симентальськими бичками, вивезеними із Швейцарії, створені родинні породи, які в деяких країнах мають інше призначення (у ФРН і Австрії — флекфі, у Франції — монбельярдська, в Угорщині — угорська строката й ін.), і різні напрямки — від молочного до м'ясного.
У Росію симентальську породу завозили з другої половини XIX століття. Биків використовували для схрещування з місцевою худобою — сірою українською, поліською, калмицькою, казахською і ін. У СРСР вже завозили, крім швейцарської, німецьку, угорську, австрійську симентальську худобу. Завдяки схрещуванню з різними місцевими породами утворено кілька зональних типів Симентальської породи (сичевський, степовий, український, приволзький, приуральський, сибірський, далекосхідний).

## Опис
Масть худоби палева, палево-строката, рідше червоно-строката, голова й кінець хвоста білі; носове «дзеркало» рожеве, роги й копита світло-воскового кольору. Висота в холці становить близько 135-145 см. Бики важать 800—1100, корови — 550—600 кг. Середній річний надій 3500-4500 кг, жирність молока 3,8-3,9 %. Тварини добре відгодовуються. Бички до 12 міс. важать 400—420 кг, до 18 міс. — 500—600 кг. Забійний вихід 58-62 %.
Розводять у РФ, Україні, Білорусі, Казахстані. Симентальську породу використовували при виведенні бестужевської, червоної тамбовської, сичевскої порід.